# Carabinieri
Carabinieri (italiană: [karabiˈnjɛːri]; trecut Arma dei Carabinieri, „Forțele carabinierilor”; trecut Corpo dei Carabinieri Reali, „Corpul Carabinierilor Regali”) sunt jandarmeria națională a Italiei care îndeplinesc în primul rând îndatoriri interne de poliție. Este una dintre principalele agenții de aplicare a legii din Italia, alături de Polizia di Stato și Guardia di Finanza. Ca și în cazul Guardia di Finanza, în contrast cu Polizia di Stato, Carabinierii sunt o forță militară. Ca a patra ramură a Forțelor Armate italiene, acestea se află sub autoritatea Ministerului Apărării. În practică, există o suprapunere semnificativă între jurisdicția Polizia di Stato și Carabinieri, care sunt contactați pe numere de telefon separate de urgență.
Carabinierii au puteri de poliție care pot fi exercitate în orice moment și în orice parte a țării și li se permite întotdeauna să transporte armele lor ca echipament personal (pistoale Beretta 92FS). Acestea au fost inițial întemeiate ca forța de poliție a Regatului Sardiniei, precursorul Regatului Italiei. În timpul procesului de unificare italiană, Carabinierii au fost numiți „Prima Forță” a noii organizații militare naționale. Deși Carabinierii au asistat la suprimarea opoziției în timpul domniei lui Benito Mussolini, ei au fost, de asemenea, responsabili pentru căderea sa și multe unități au fost desființate de Germania nazistă în timpul celui de-al doilea război mondial, ceea ce a dus la un număr mare de Carabinieri care au aderat la mișcarea de rezistență italiană. În 2001, au fost separați de armată pentru a deveni o ramură separată a forțelor armate italiene.

## Legături externe
- Materiale media legate de Carabinieri la Wikimedia Commons
- en  Official Carabinieri website
- en  FIEP - Italian Carabinieri
- it  Carabinieri Association website